# Most Ludvíka I.
Most Ludvíka I. (portugalsky Ponte de Dom Luís I, též zkráceně Ponte Luis I nebo Ponte Luiz) je dvouúrovňový příhradový obloukový most přes řeku Douro nedaleko od jejího ústí do Atlantského oceánu, který spojuje dvě velká města v portugalském Metropolitním regionu Porto – čtvrtmilionové Porto na pravém (severním) břehu a Vila Nova de Gaia na levém břehu řeky. Most Ludvíka I., vybudovaný v 80. letech 19. století, je od roku 1982 chráněn jako kulturní památka Portugalska. V roce 1996 při zápisu historického centra Porta se stal součástí Světového dědictví UNESCO. Zápis v seznamu Světového dědictví má název „Historické centrum Porta, most Ludvíka I. a klášter Serra do Pilar“ (v angličtině Historic Centre of Oporto, Luiz I Bridge and Monastery of Serra do Pilar).

## Historie
Most, pojmenovaný po portugalském králi Ludvíku I., je po nedalekém železničním mostě Ponte de D. Maria Pia, uvedeném do provozu v roce 1877, druhým nejstarším dochovaným mostem přes řeku Douro v Portu. O zhruba deset let starší příhradový obloukový most Ponte de D. Maria Pia, pojmenovaný po portugalské královně, byl postavený v letech 1876–1877 podle projektu Gustava Eiffela a jeho kolegy Théophfla Seyriga (1843–1923) a je rovněž od roku 1982 chráněný jako kulturní památka.

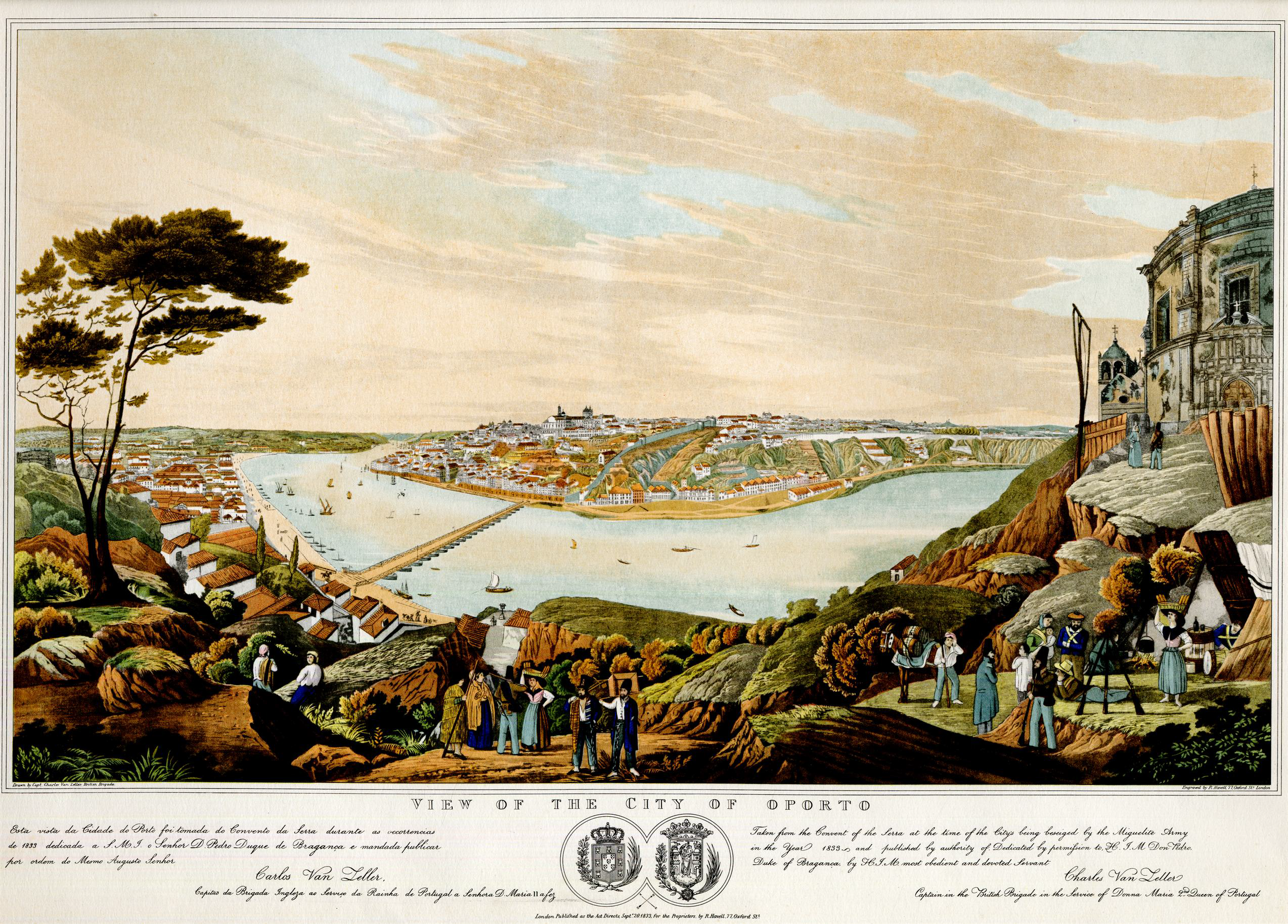
Pontonový most přes řeku Douro v Portu na rytině z roku 1833

Prvním stálým mostem přes řeku Douro, spojujícím Porto s Vilou Nova de Gaia, byl pontonový most, zvaný Ponte das Barcas (tj, doslova Lodní most), zbudovaný v roce 1806. Do té doby přepravu přes Douro zajišťovaly pouze lodě. Most byl sestaven z dvaceti říčních člunů, ukotvených na dně řeky po i proti proudu a měl dřevěnou mostovku, po níž kromě chodců mohly projíždět i vozy. Most měl také tu výhodu, že se mohl pohybovat podle přílivu a odlivu, zasahujícího sem od ústí Doura, a také v případě potřeby mohl být rychle rozpojen.
Za tři roky od výstavby, v květnu roku 1809, byl během válek na Pyrenejském poloostrově pontonový most zapálen a zničen francouzskými vojsky, avšak záhy byl opět obnoven. Spolu s dalším podobným mostem, zřízeným později, sloužil svému účelu až do roku 1843, kdy byl v Portu postaven první pevný visutý most známý jako Ponte Pênsil (portugalsky „visutý most“). Tento 170 metrů dlouhý most měl na každé straně dva kamenné pylony a byl zavěšen na ocelových lanech, ukotvených ve skalním masívu na obou březích Doura. Po obou stranách šest metrů široké dřevěné mostovky byly chodníky pro pěší. Na portském nábřeží Ribeira na severním břehu řeky se do 21. století dochovaly pozůstatky pylonů visutého mostu a domku, v němž se vybíralo při vstupu na most mýtné.
Konstrukce visutého mostu však rychle podléhala korozi a proto bylo rozhodnuto o stavbě nového mostu. Autorem myšlenky využít členitost terénu hlubokého údolí Doura a vybudovat zde dvouúrovňový most byl generál Bento Fortunato de Moura Coutinho d'Almeida d'Eça, jenž působil na ministerstvu veřejných prací, který toto řešení vyslovil v roce 1876. Gustave Eiffel, inspirován úspěšnou výstavbou mostu Ponte Maria Pia, předložil v roce 1878 nebo 1879 vlastní návrh, s nímž však neuspěl.

Na konstrukční řešení dvouúrovňového mostu byla vypsána mezinárodní soutěž, které se zúčastnilo deset firem. Z dvanácti zaslaných návrhů bylo nakonec vybráno jedno z řešení, které představila ve dvou verzích belgická společnost Société de Willebroeck. 

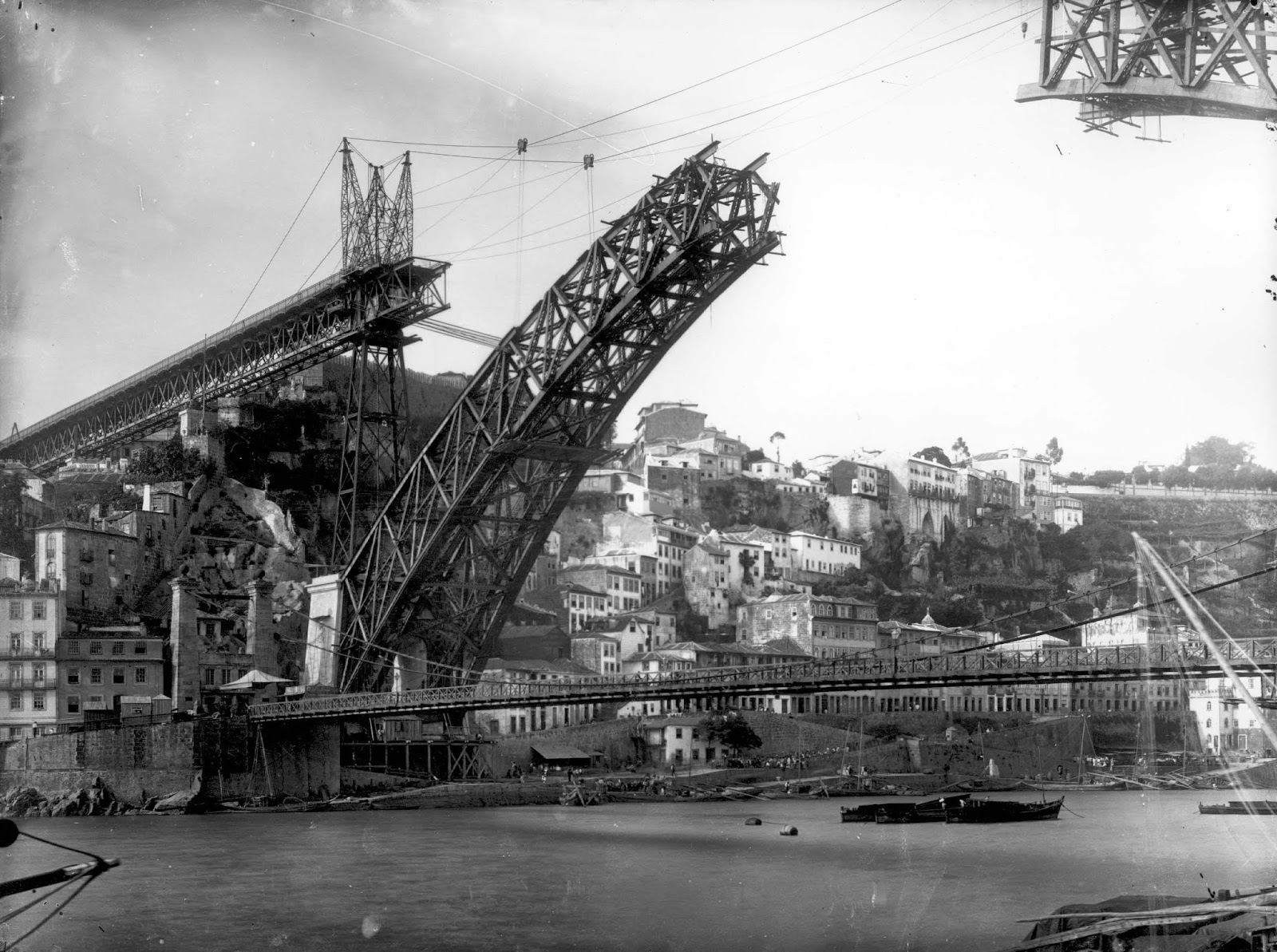
Rok 1883: budování mostního oblouku (snímek Karla Emila Biela, německého fotografa a obchodníka)

Autorem vítězného návrhu byl někdejší spolupracovník Gustava Eiffela a zakladatel společnosti Eiffel et Cie Théophfle Seyrig. Seyrig, jehož podíl na stavbě mostu Ponte de D. Maria Pia byl poněkud upozaděn, ukončil spolupráci s Eiffelem v roce 1879. Návrh belgické společnosti byl vybrán navzdory tomu, že byl výrazně dražší, než jiné nabídky (navržená cena byla 369 000 escudů, zatímco nejlevnější nabídka byla 269 000 escudů), protože konstrukčně lépe vyhovoval zadání.

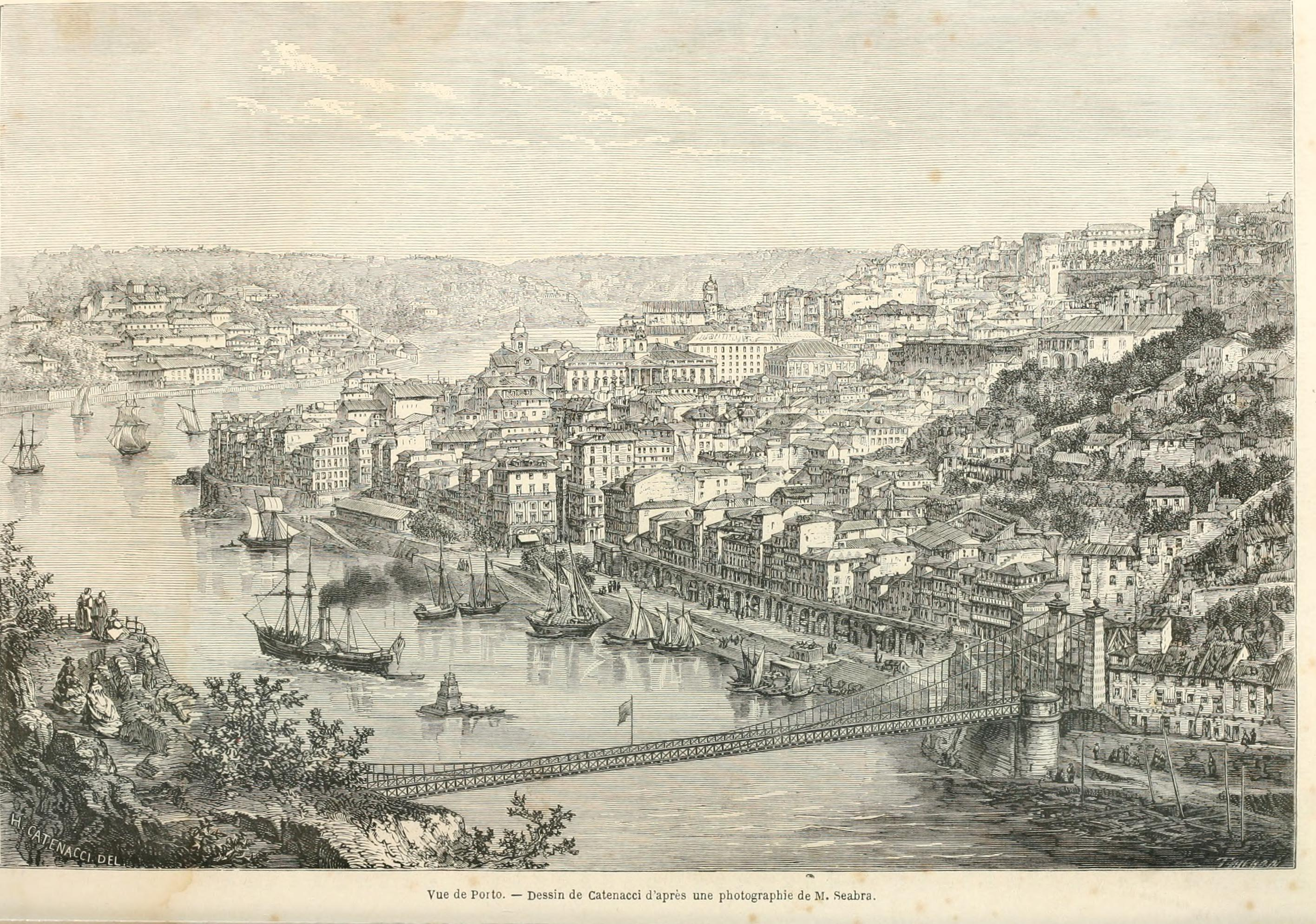
Visutý most přes Douro na kresbě z roku 1860

Stavba mostu byla zahájena v roce 1881, most byl slavnostně uveden do provozu za účasti portugalského krále Ludvíka I, jehož jméno nese, dne 10, října 1886.
Most Ludvíka I. se stal inspirací pro stavitele několika dalších obloukových mostů ve světě. Mezi nejznámější patří Sydney Harbour Bridge v Austrálii, postavený v letech 1924–1932. Také železniční most Hell Gate Bridge, který se klene nad úžinou East River v New Yorku, má podobný ocelový oblouk nad mostovkou, na němž je spodní část mostu zavěšená.
Od roku 2004 je horní patro mostu součástí povrchového úseku trasy D portského metra mezi stanicemi São Bento (Porto) a Jardim do Morro (Vila Nova de Gaia). I poté zde bylo zachováno rovněž využití chodníku pro pěší. Před zavedením provozu metra vrchní část mostu sloužila pro automobilovou dopravu, v první polovině 20. století byla používána také pro dopravu tramvajovou.

## Popis

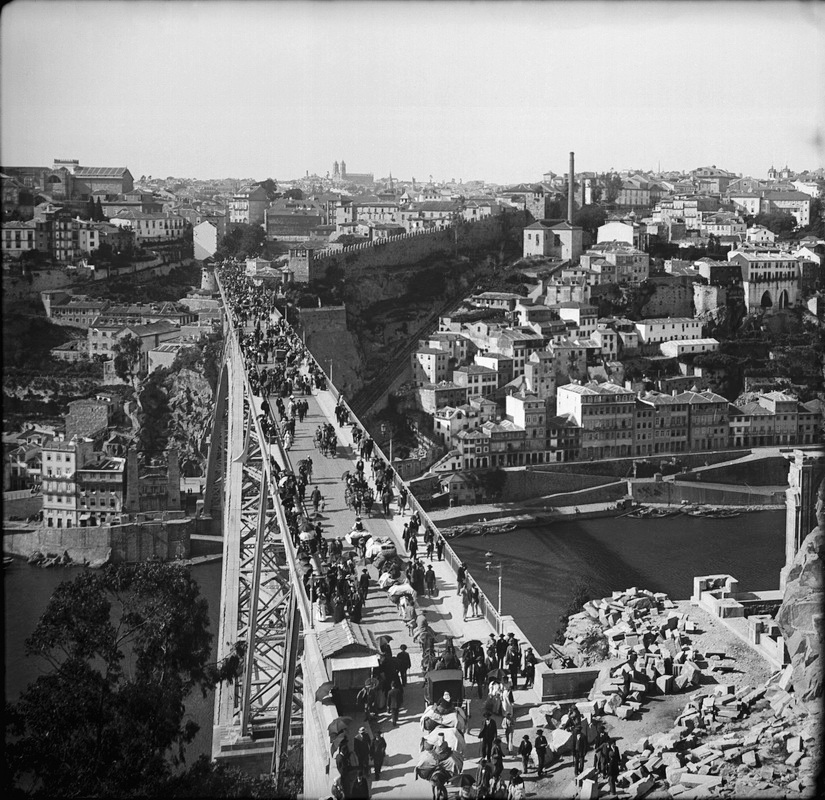
Provoz na mostě v roce 1930 (pohled na most z parku Jardim do Morro ve Vila Nova de Gaia)

Most stojí zhruba šest kilometrů od ústí Doura do Atlantiku na téměř stejném místě, jako předchozí visutý most. Spodní část mostu v podstatě nahrazuje ve stejné úrovni starší visutý most, který spojoval portskou čtvrť Ribeira s Cais de Gaia ve Vile Nova de Gaia.
Ocelový most je tvořen dvěma různě dlouhými částmi, umístěnými v různých výškách. Oporu a stabilitu horní a spodní části mostu zajišťuje velký centrální oblouk. Horní díl mostu je dlouhý 385,25 metrů. Celkem je most vysoký zhruba 60 metrů, mezi dolní a horní mostovkou nad obloukem je výškový rozdíl 44,6 metru. Ocelový oblouk příhradového mostu má rozpětí 172 metrů. S tímto rozměrem se shoduje také délka mostovky ve spodní úrovni pod obloukem, na němž je zavěšená.
Vrchní příhradová část mostu je podepřená pěti ocelovými pilíři. Horní část mostu tvoří pět metrů vysoká nýtovaná příhradová konstrukce, která uprostřed stavby splývá s nejvýše položenou částí mostního oblouku. Horní mostovka je celkem 8 metrů široká, z čehož 6 metrů připadá na vozovku s kolejištěm a po jednom metru na chodníky pro pěší po obou stranách vozovky. Horní část přesahuje po obou stranách konstrukci oblouku, takže vozovka a chodníky pro pěší jsou zde poněkud širší, než ve spodní části. Povrch vozovek je vyasfaltovaný, chodníky jsou dřevěné, opatřené železným zábradlím.
Celková váha hmoty mostu po jeho dokončení byla 3045 tun, z toho samotný oblouk vážil 1400 tun. Most na obou stranách uzavírají zděné pilíře. Na čelní straně pilíře, obrácené ke břehu, je mramorová deska s nápisem Ponte Luiz a na bočních stranách směrem po i proti proudu jsou umístěny královské erby, orámované girlandami s rostlinnými motivy.

## Přístup
Přístup na most je z Cais da Ribeira a Avenida Vímara Peres na portské straně a z Avenida Diogo Leite a výše položené Avenida da República ve Vile Nova de Gaia, kam k parku Jardim do Morro je z jižního nábřeží řeky Douro spojení kabinkovou lanovkou, případně též metrem do stanice Jardim do Morro.

## Galerie

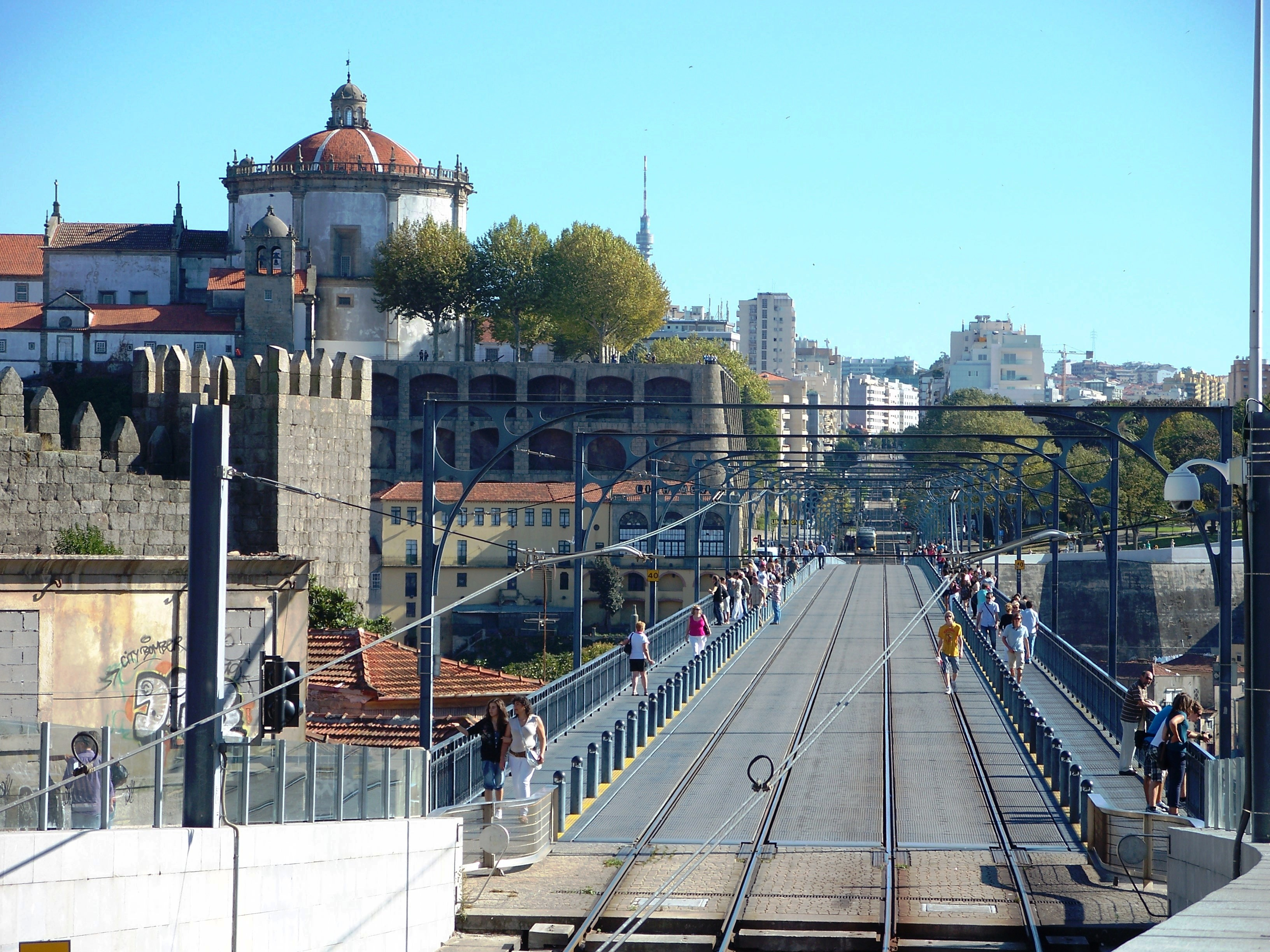
Horní mostovka s kolejemi, trolejovým vedením a lávkami pro pěší
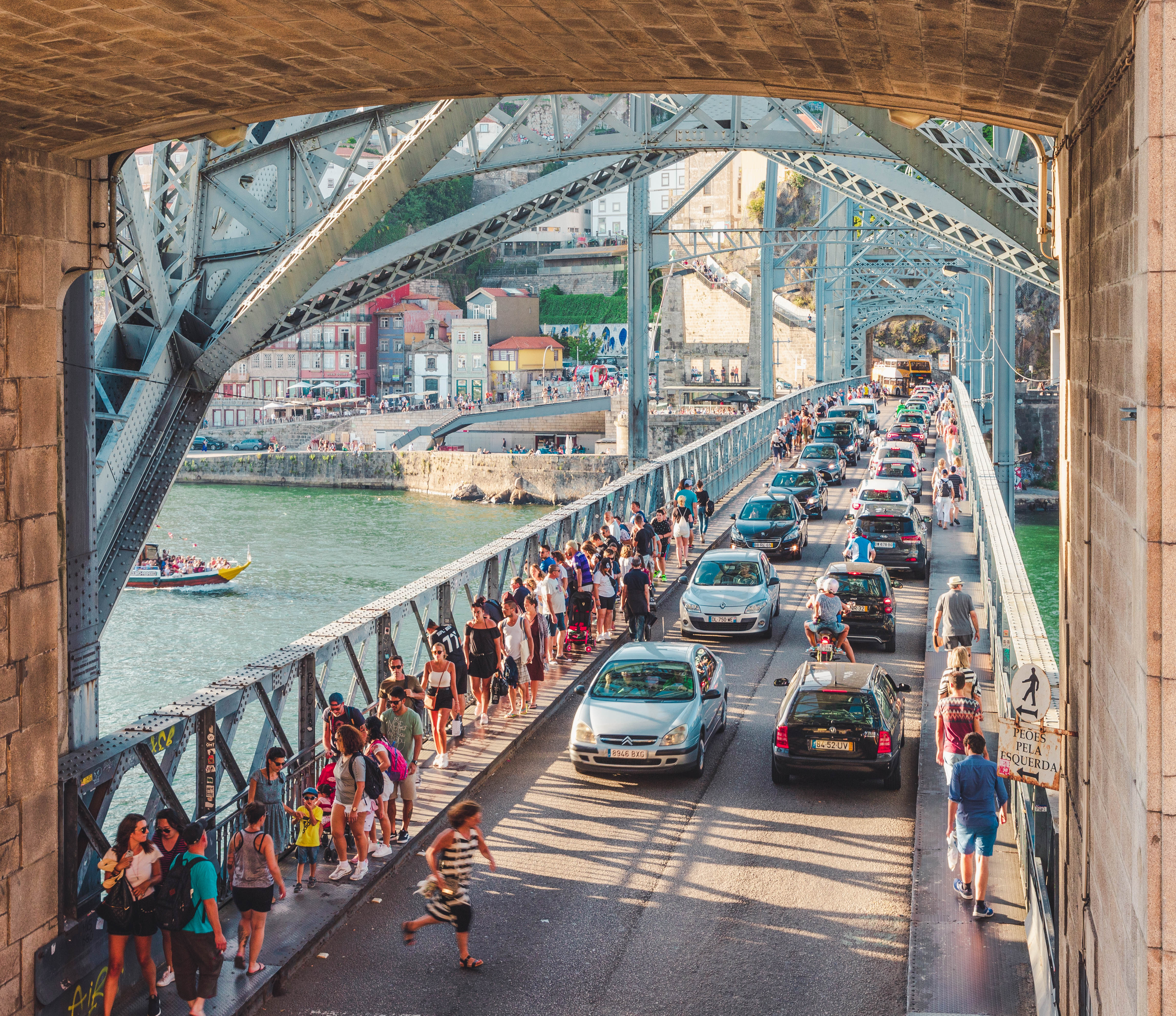
Spodní úroveň mostu, vyhrazená pro automobily a chodce
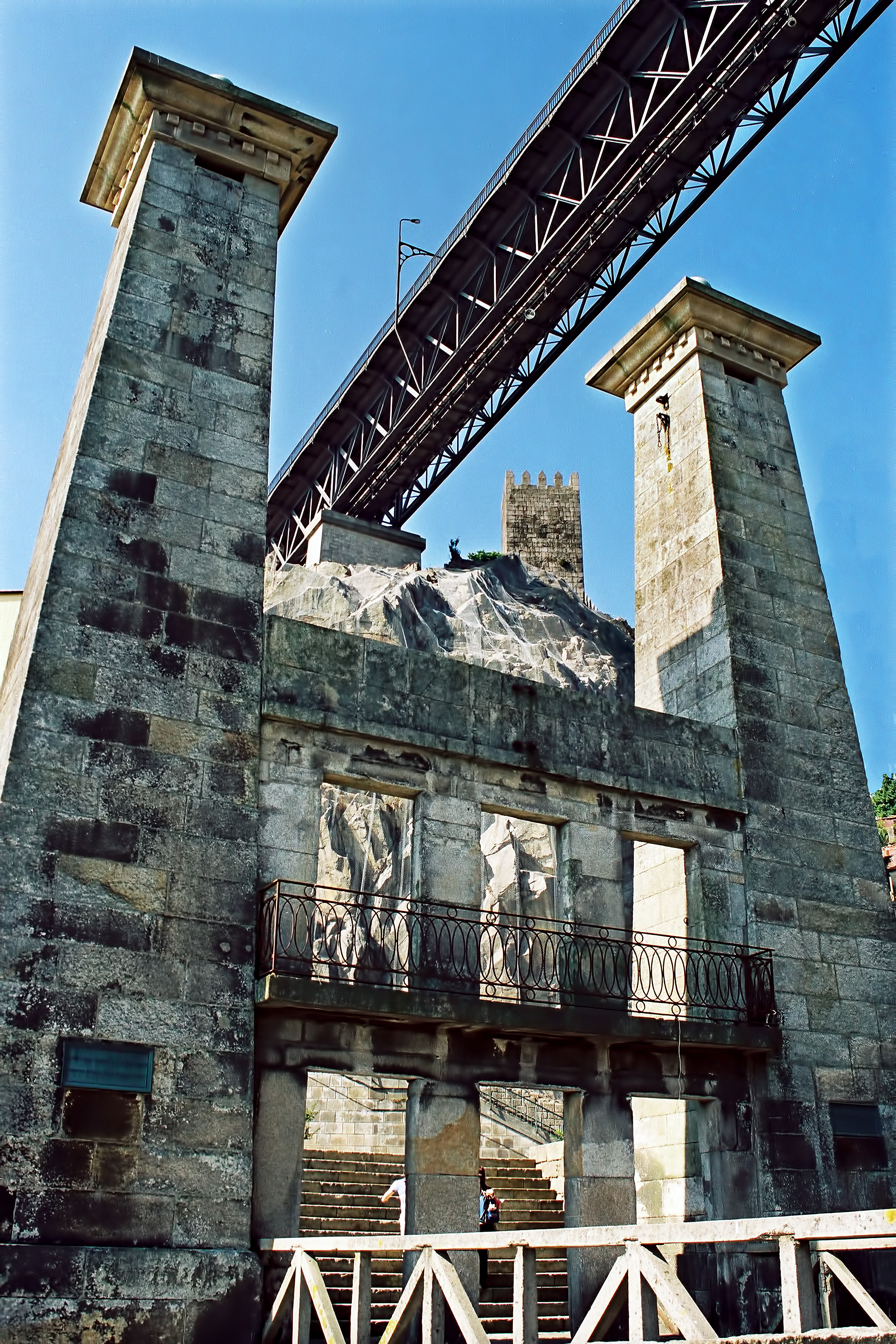
Pylony na severním břehu jsou pozůstatkem Ponte Pênsil
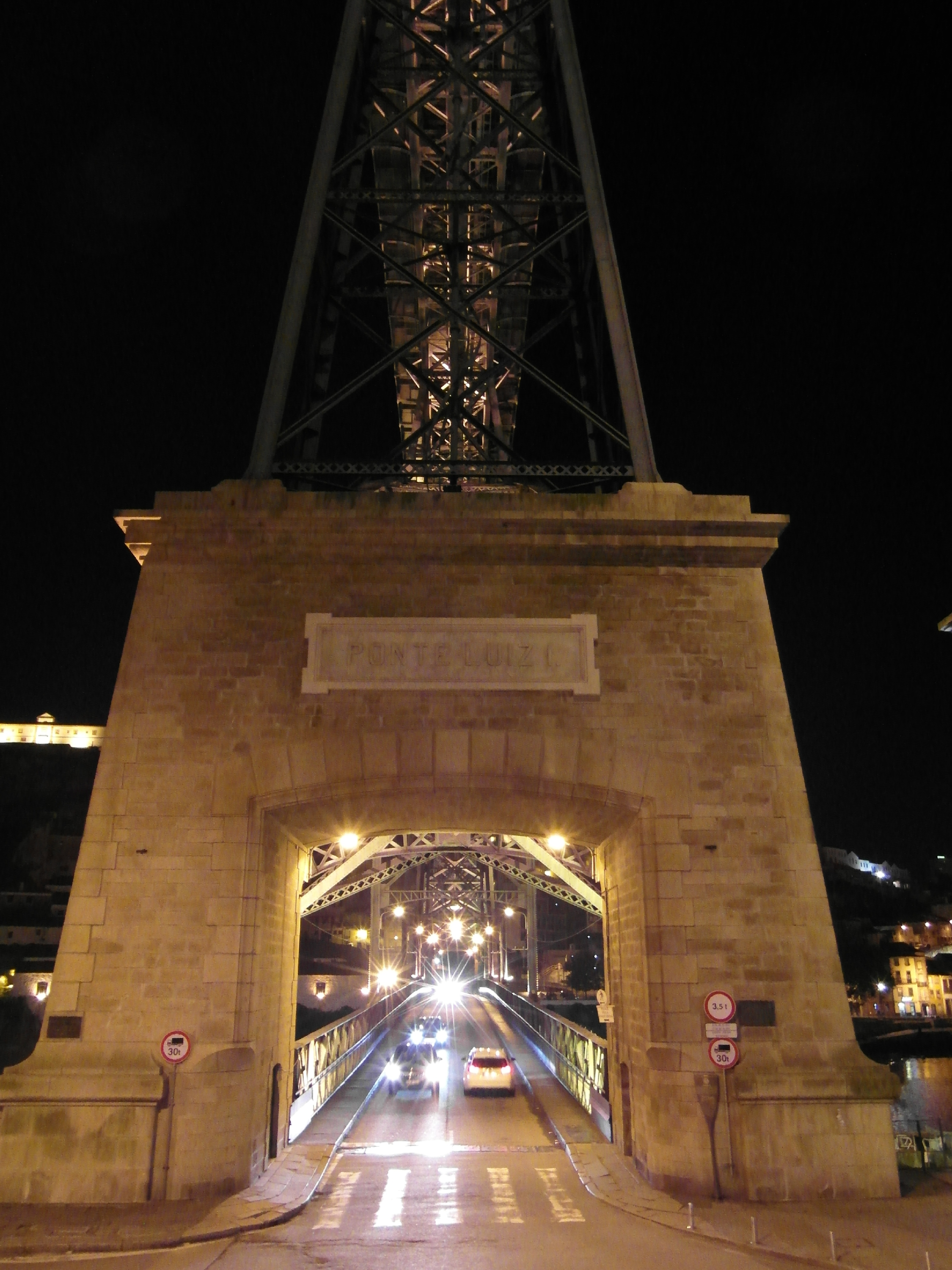
Noční provoz (vpředu na pilíři je nápis s názvem mostu Ponte Luiz)
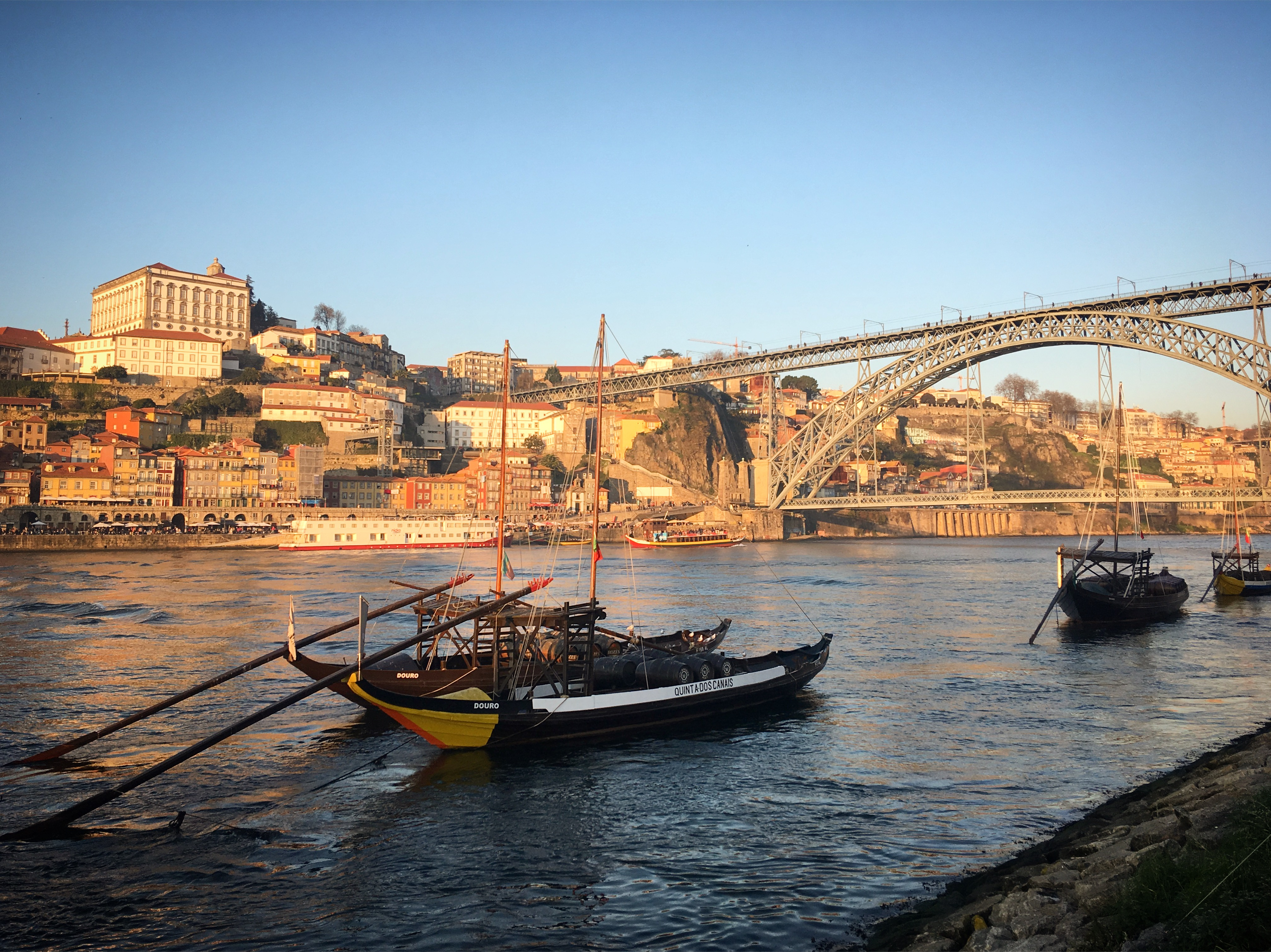
Biskupský palác a Most Ludvíka I. z levého přehu Doura
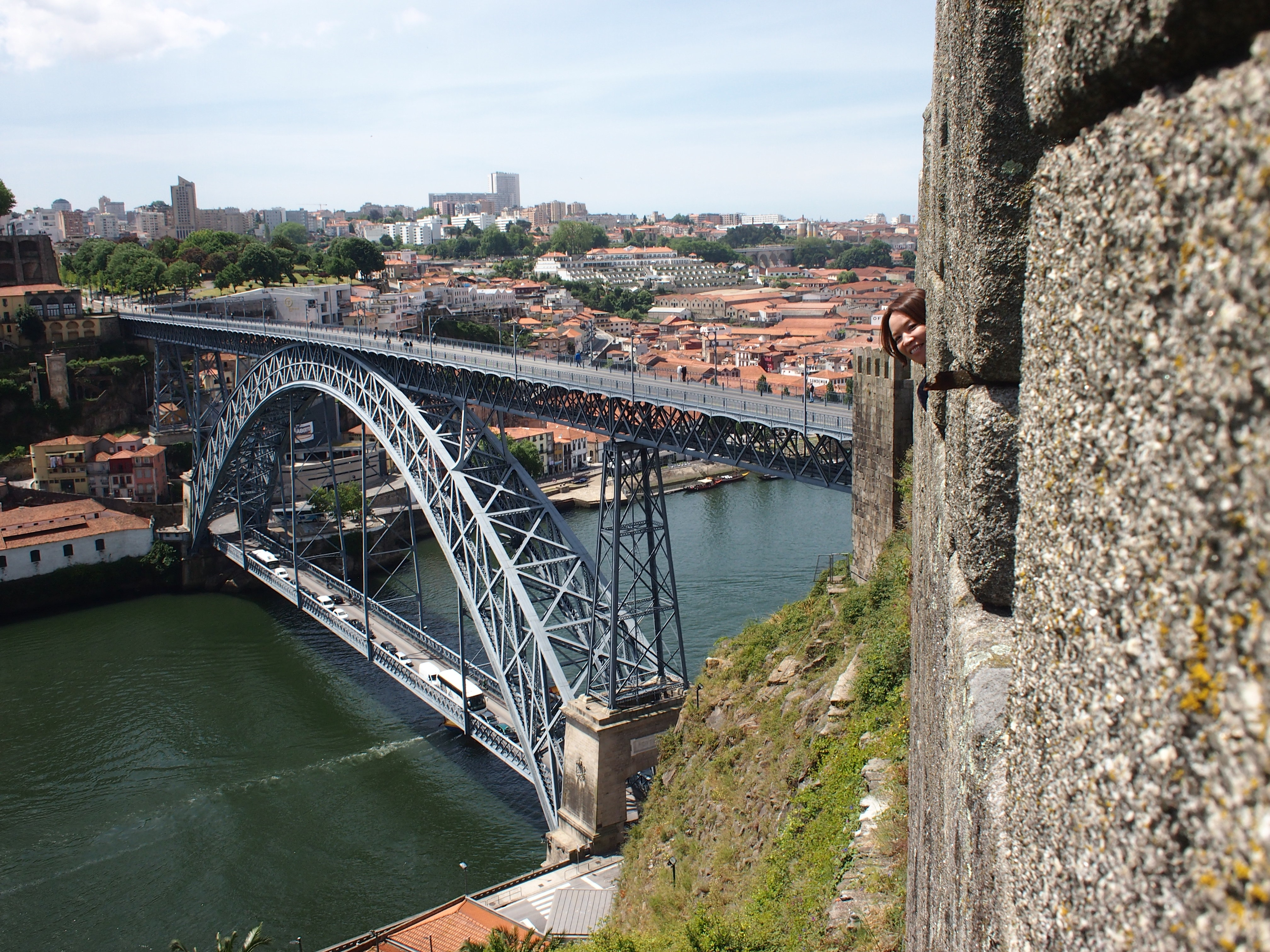
Pohled z portských hradeb Fernandina na pravém břehu